# Petesioides venosum
Petesioides venosum là một loài thực vật có hoa trong họ Anh thảo. Loài này được (Griseb.) Kuntze miêu tả khoa học đầu tiên năm 1891.